# Landtagswahlkreis Husum-Eiderstedt
Der Wahlkreis Husum-Eiderstedt (Wahlkreis 03) war ein Landtagswahlkreis in Schleswig-Holstein. Der Wahlkreis umfasste vom Kreis Nordfriesland die Gemeinden Husum, Tönning und Friedrichstadt, das Amt Eiderstedt und vom Amt Nordsee-Treene (bzw. Husum-Land) die Gemeinden Drage, Fresendelf, Hude, Koldenbüttel, Mildstedt, Oldersbek, Ostenfeld (Husum), Ramstedt, Rantrum, Schwabstedt, Seeth, Simonsberg, Süderhöft, Südermarsch, Uelvesbüll, Winnert, Wisch, Wittbek und Witzwort.
Zur Landtagswahl 2012 ging der Wahlkreis Husum-Eiderstedt zusammen mit dem größten Teil des Wahlkreises Husum-Land in einem neuen Wahlkreis Husum auf. Dieser umfasst die Städte Friedrichstadt, Husum und Tönning, die Gemeinde Reußenköge, die Ämter Eiderstedt, Nordsee-Treene, Pellworm und Viöl sowie vom Amt Mittleres Nordfriesland die Stadt Bredstedt und die Gemeinden Ahrenshöft, Almdorf, Bohmstedt, Breklum, Drelsdorf, Sönnebüll, Struckum und Vollstedt.

## Landtagswahl 2009
| Direktkandidat         | Partei         | Erststimmen in % | Zweitstimmen in % |
| ---------------------- | -------------- | ---------------- | ----------------- |
| Ursula Sassen          | CDU            | 38,4             | 34,1              |
| Stefan Runge           | SPD            | 26,7             | 23,2              |
| Kurt Eichert           | FDP            | 9,8              | 14,2              |
| Claudia Hansen         | GRÜNE          | 8,2              | 9,5               |
| Lars Harms             | SSW            | 10,4             | 10,3              |
| Bernhard Moosmann      | Die Linke      | 4,6              | 4,5               |
| -                      | PIRATEN        | -                | 1,5               |
| Jürgen Töpke           | NPD            | 1,0              | 0,9               |
| Ursula Thomsen-Marwitz | FW-SH          | 0,6              | 0,5               |
| -                      | RENTNER        | -                | 0,5               |
| –                      | FAMILIE        | –                | 0,6               |
| –                      | RRP            | –                | 0,1               |
| –                      | IPD            | –                | 0,1               |
| Heinz Hansen           | Einzelbewerber | 0,2              | -                 |

Neben der wiedergewählten Wahlkreisabgeordneten Ursula Sassen (CDU) wurde der SSW-Kandidat Lars Harms erneut über die Landesliste seiner Partie gewählt.

### Neufeststellung des Wahlergebnisses nach der Landtagswahl 2009
Aufgrund diverser Wahleinsprüche wurde am 22. Januar 2010 eine Neuauszählung der Stimmen aus dem Wahlbezirk Husum 003 vorgenommen. Hierbei wurden statt der ursprünglich festgestellten neun nunmehr 41 Zweitstimmen für Die Linke gezählt. Dies hatte zur Folge, dass die FDP-Landtagsabgeordnete Christina Musculus-Stahnke ihr Mandat abgeben musste und stattdessen Björn Thoroe als sechster Abgeordneter der Linken in den Landtag einzog.

## Landtagswahl 2005
Die Landtagswahl 2005 ergab folgendes Ergebnisse:
| Gegenstand der Nachweisung | Gegenstand der Nachweisung | Erst- stimmen | Erst- stimmen | Zweit- stimmen | Zweit- stimmen |
| Bewerber                   | Partei                     | Anzahl        | %             | Anzahl         | %              |
| -------------------------- | -------------------------- | ------------- | ------------- | -------------- | -------------- |
| Wahlberechtigte            | Wahlberechtigte            | 43.964        | 43.964        | 43.964         | 43.964         |
| Wähler                     | Wähler                     | 29.727        | 29.727        | 29.727         | 29.727         |
| Ungültige Stimmen          | Ungültige Stimmen          | 1.352         | 4,5           | 480            | 1,6            |
| Gültige Stimmen            | Gültige Stimmen            | 28.375        | 95,5          | 29.247         | 98,4           |
| davon                      |                            |               |               |                |                |
| ?                          | SPD                        | 10.191        | 35,9          | 10.458         | 35,8           |
| Ursula Sassen              | CDU                        | 12.836        | 45,2          | 12.809         | 43,8           |
| ?                          | FDP                        | 1.584         | 5,6           | 1.848          | 6,3            |
| ?                          | GRÜNE                      | 999           | 3,5           | 1.057          | 3,6            |
| Lars Harms                 | SSW                        | 2.624         | 9,2           | 1.955          | 6,7            |
| –                          | NPD                        | –             | –             | 429            | 1,5            |
| –                          | FAMILIE                    | –             | –             | 172            | 0,6            |
| –                          | Übrige                     | 141           | 0,5           | 519            | 1,8            |

Der Wahlkreis wurde im Landtag durch die erstmals direkt gewählte Wahlkreisabgeordnete Ursula Sassen (CDU) vertreten, die ebenso wie der erneut über die Landesliste seiner Partei gewählte SSW-Kandidat Larms 2000 bereits ein Listenmandat erreicht hatte.

## Abgeordnete
Direkt gewählte Abgeordnete des Wahlkreises Husum-Eiderstedt (1947 und 1950: Husum) waren:
| Jahr | Direktkandidat       | Partei | Erststimmen in % |
| ---- | -------------------- | ------ | ---------------- |
| 2009 | Ursula Sassen        | CDU    | 38,4             |
| 2005 | Ursula Sassen        | CDU    | 45,2             |
| 2000 | Ulf von Hielmcrone   | SPD    | 43,4             |
| 1996 | Ulf von Hielmcrone   | SPD    | 37,7             |
| 1992 | Peter Wellmann       | SPD    | 46,1             |
| 1988 | Peter Wellmann       | SPD    | 52,8             |
| 1987 | Peter Wellmann       | SPD    | 45,5             |
| 1983 | Carsten Paulsen      | CDU    |                  |
| 1979 | Hans Alwin Ketels    | CDU    | 45,9             |
| 1975 | Hans Alwin Ketels    | CDU    | 46,8             |
| 1971 | Hans Alwin Ketels    | CDU    | 49,1             |
| 1967 | Matthias Andresen    | CDU    | 42,4             |
| 1962 | Matthias Andresen    | CDU    | 40,5             |
| 1958 | Matthias Andresen    | CDU    | 40,8             |
| 1954 | Matthias Andresen    | CDU    | 29,2             |
| 1950 | Friedrich Schönemann | FDP    | 29,5             |
| 1947 | Erich Arp            | SPD    | 37,2             |